# Liste der Monuments historiques in Is-sur-Tille
Die Liste der Monuments historiques in Is-sur-Tille führt die Monuments historiques in der französischen Gemeinde Is-sur-Tille auf.

## Liste der Immobilien
| Bezeichnung                       | Beschreibung                      | Standort                                | Kennzeichnung | Schutzstatus | Datum | Bild |
| --------------------------------- | --------------------------------- | --------------------------------------- | ------------- | ------------ | ----- | ---- |
| Hôtel Le Compasseur de Courtivron | Hôtel particulier, um 1550 erbaut | 22, 24, 26 rue du Docteur Brulet (Lage) | PA00112492    | Inscrit      | 1979  |      |

## Liste der Objekte
| Bezeichnung                                        | Beschreibung | Standort                                  | Kennzeichnung | Schutzstatus | Datum | Bild |
| -------------------------------------------------- | --- | ----------------------------------------- | ------------- | ------------ | ----- | ---- |
| Glocke                                             | Bronze, 1783 gegossen | in der Kirche St-Léger (Lage)             | PM21001324    | Classé       | 1943  |      |
| Lokomotive Pétolat 020                             | Schmalspurkleinlokomotive der Usines Pétolat mit Dieselantrieb, 1931 gebaut, in Lizenz von Deutz; heute beim Train touristique des Lavières eingesetzt | Rue des Pins, im Lokomotivschuppen (Lage) | PM21003055    | Classé       | 2004  |      |
| Gemälde Kreuzigung                                 | Ölfarbe auf Leinwand, vergoldeter Holzrahmen, erste Hälfte des 17. Jahrhunderts                                                                        | in der Kirche St-Léger (Lage)             | PM21004923    | Inscrit      | 2013  |      |
| Gemälde Porträt von Joseph Claude Marie Charbonnel | Ölfarbe auf Leinwand, um 1825 von Félix Nicolas Frillié                                                                                                | in der Mairie (Lage)                      | PM21004924    | Inscrit      | 2013  |      |
| Gemälde Porträt von Arnaud Mestanier               | Ölfarbe auf Leinwand, um 1910 von Georges Serraz | in der Mairie (Lage)                      | PM21004925    | Inscrit      | 2013  |      |